# Премия имени Гандрия Зейлера
Премия имени Гандрия Зейлера (в.-луж. Myto Zejlerja) — государственная премия Министерства науки и искусства федеральной земли Саксония, Германия. Вручается с 2014 года за выдающиеся заслуги «в области сохранения, использования и распространения лужицкого языка». Целью премии является стимулирование общественного использования лужицких языков. 
Названа в честь одного из важных представителей лужицкого национального возрождения, поэта, публициста и фольклориста, основателя современной серболужицкой литературы и автора серболужицкого гимна «Прекрасная Лужица» Гандрия Зейлера (1804—1872), внёсшего значительный вклад в формирование литературного верхнелужицкого языка.
Премия была основана 16 октября 2013 года решением саксонского Министерства науки и искусства и впервые вручена 20 июня 2014 года лужицкому общественному деятелю и бывшему многолетнему редактору периодического издания «Katolski Posoł» Герату Ворнару в храме святой Анны в городе Каменц.
Размер премии составляет 5 тысяч евро и она вручается начиная с 2014 года один раз в два года выдающимся деятелям серболужицкой культуры и науки.

## Лауреаты
- Герат Ворнар — «за его многолетнюю добровольную и настойчивую деятельность на благо сохранения и распространения литературного лужицкого языка в качестве главного редактора и публициста» (2014[3]);
- Ирена Шеракова — «за достоверную, настойчивую и всемерную деятельность во благо правильного использования лужицкого языка в самых разнообразных областях литературы» (2016[4][5][6][7]).